# Недільні коханці
«Недільні коханці» (фр. Les seducteurs) — художній фільм 1980 року.

## Сюжет
Фільм складається з чотирьох частин, який розповідає про любовні пригоди чотирьох людей з різних країн (Франції, Італії, Великої Британії та США).

## У ролях
| Актор           | Роль            |
| --------------- | --------------- |
| Ліно Вентура    | Франсуа Куероль |
| Роджер Мур      | Гаррі Ліндон    |
| Уго Тоньяцці    | Армандо         |
| Джин Уайлдер    | Скіппі          |
| Лінн Редгрейв   | леді Давіна     |
| Кетлін Квінлін  | Лорі            |
| Присцилла Барнс | Донна           |
| Лью Босісіо     | Анна            |
| Денхолм Елліот  | Паркер          |
| Мілена Вукотіч  | Нора            |
| Россана Подеста | Клара           |
| Катрін Спаак    | Карлетта        |